# Louise Rasmussen

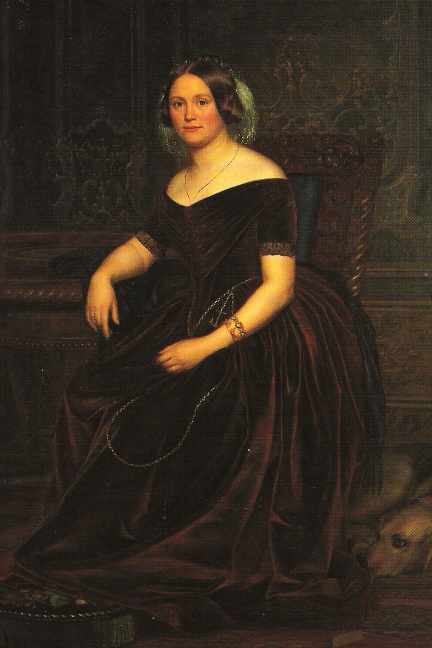
Louise Rasmussen

Louise Christine Rasmussen (Kopenhagen, 21 april 1815 – Genua, 6 maart 1874), later bekend als Grevinde (Gravin) Danner, was een Deens actrice en de derde echtgenote van koning Frederik VII van Denemarken (1808-1863).
Ze werd geboren in Kopenhagen op 21 april 1815 als Louise Christine Rasmussen, een burgermeisje. In 1850 werd zij in de adelstand verheven tot Gravin Danner (Grevinde Danner) omdat koning Frederik VII wilde trouwen met deze mooie actrice. Dit huwelijk met een burgermeisje was aanleiding tot commotie pro en contra.
Het officiële wapen van Grevinde Danner was een schild met lelies op een rood-witte achtergrond omgeven door bijen, staand voor toewijding en vlijt. Het schild wordt vastgehouden door een leeuw en een hond, respectievelijk staand voor sterkte en trouw. De spreuk die het schild siert, is haar motto: La Fidèlité est ma Gloire. De trouw van Gravin Danner werd een fenomeen tijdens haar inzet tegen de gedwongen annexatie van Sleeswijk-Holstein door Duitsland. Zij werd door vele Denen gezien als een groot patriot. Dat ging zover dat menig inwoner van Sleeswijk-Holstein haar naam als tweede naam opnam in de familienaam.
Gravin Danner besliste dat het landgoed Jægerspris, het geschenk van haar echtgenoot koning Frederik VII van Denemarken, na haar dood in 1874 voor goede doelen gebruikt diende te worden. Aan haar laatste wil werd uitvoering gegeven door de oprichting van de 'Koning Frederik VII Stichting' ('Kong Frederik VII Stiftelse') ter herinnering aan haar zo geliefde echtgenoot. Het kasteel met de werkkamers van Frederik VII moest onberoerd blijven en is thans een museum. Het enorme landgoed, ruim 5000 acres bos en ruim 4000 acres landerijen, was de grootste donatie ten behoeve van kinderen ooit. Er werd een speciaal soort dorpje gebouwd dat voornamelijk bekend werd als tehuis voor 'gevallen' jonge vrouwen. Door deze daad wordt Gravin Danner nu nog door vele emancipatorische groepen (onder meer in het Dannerhuset in Kopenhagen) gezien als een eerste heldin. Slot Jægerspris is momenteel een museum met een groot park, dat goed bereikbaar is vanuit Kopenhagen. Het museum is gewijd aan dit bijzondere echtpaar, dat zoveel betekend heeft in de geschiedenis van Denemarken. In het prachtige park bevindt zich, naast een unieke collectie rododendrons, de indrukwekkende graftombe van Gravin Danner.
- Bibliothèque nationale de France: cb13192378v (data)
- Gemeinsame Normdatei: 119029413
- International Standard Name Identifier: 0000 0000 5886 2018
- Library of Congress Control Number: n91034874
- Nationale Bibliotheek van Israël: 987007355408005171
- Nederlandse Thesaurus van Auteursnamen: 159354447
- LIBRIS: 322242
- Système universitaire de documentation: 035487526
- Virtual International Authority File: 5732056